# Mirosław Vitali
Mirosław Vitali ps. „Jerzy” (ur. 22 września?/5 października 1914 w Humaniu, zm. 19 lutego 1992 w Londynie) – oficer lekarz Wojska Polskiego, Armii Krajowej i Polskich Sił Zbrojnych.

## Życiorys
W 1932 zdał maturę w Gimnazjum im. Mikołaja Reja w Warszawie. W tym samym roku został przyjęty do Szkoły Podchorążych Sanitarnych w Warszawie. Naukę w szkole podchorążych łączył ze studiami na Wydziale Lekarskim Uniwersytetu Warszawskiego. Na stopień podporucznika został mianowany ze starszeństwem z 1 lutego 1939 i 5. lokatą w korpusie oficerów zdrowia, grupa lekarzy. W marcu 1939 odbywał praktykę szpitalną w Centrum Wyszkolenia Sanitarnego w Warszawie.
Wzięty do niewoli po bitwie nad Bzurą, uciekł i wrócił do Warszawy, gdzie 9 listopada 1939 poślubił Marię Irenę Kamińską (1914–1992) ps. „Rysia”, lekarza stomatolog, córkę Antoniego Kamińskiego, pułkownika Wojska Polskiego i Zofii Heleny z Krogulskich. Oboje byli aktywni w ruchu podziemnym w czasie okupacji. On pracował w oddziale ortopedycznym Szpitala Czerwonego Krzyża, ona praktykowała jako dentystka.
W powstaniu warszawskim oboje prowadzili szpital połowy w podziemiach sklepu papieru przy ul. Moniuszki 11. Po upadku powstania oboje byli wywiezieni do Stalag IVB w Zeithain, który był obozem szpitalnym. Po ukończeniu wojny przedostali się do 2 Korpusu Polskiego we Włoszech i razem z Korpusem przeszli do Anglii. Po demobilizacji w 1948 pracował w Queen Mary's Hospital w Roehampton, gdzie zaczął swoją dożywotnią pracę nad ulepszeniem protez.
W 1968 został mianowany szefem Badań Protetyki Ortopedycznej w tym samym szpitalu. Po przejściu na emeryturę nadal pracował jako konsultant dla tego i innych szpitali. Dla British Council jeździł po całym świecie żeby ulepszyć opiekę dla kalek.
W 1986 królowa Elżbieta II osobiście mu nadała "Order of the British Empire", jedna z najwyższych odznaczeń brytyjskich, w uznaniu jego pracy dla rannych brytyjskich żołnierzy. Również rząd polski nadał mu Krzyż Oficerski Orderu Odrodzenia Polski (11 listopada 1980) w uznaniu jego pracy dla ulepszenia protez i Krzyż Walecznych za udział w powstaniu warszawskim. Był współautorem książki "Amputacje i Protezy" wydanej po angielsku w 1978, potem tłumaczona na wiele języków (również polski).